# Галантіда
Галантіда, Галінтіада, (грец. Γαλινθιάδα — ласиця) — дочка Прета, подруга або служниця Алкмени.
Під час важких пологів останньої Галантіда відстрашувала ворожі божества, а звісткою про народження Геракла прогнала їх геть. Розгнівані Гера й Ілітія перетворили Галантіду на ласицю, але Геката зглянулася та зробила її служницею у своєму храмі.